# أشياء رقيقة (رواية)
أشياء رقيقة (بالإنجليزية: Fine Things)‏، هي إحدى روايات الروائية الأمريكية دانيال ستيل، وهي من الروايات الرومانسية.

## نبذة قصيرة
تدور أحداث الرواية عن نائب رئيس سلسلة محلات شهيرة في أمريكا يفتتح فرعا آخر في سان فرانسيسكو ورغم تألقه في عمله الا انه يحس بالفراغ في حياته. وتتغير حياته عندما يلتقي بفتاة صغيرة في الخامسة من عمرها ووالدتها ويقع في الحب وعندما يظن انه امتلك كل شيء في الحياة تصاب زوجته بالسرطان بعد مولد ابنهما بفترة قصيرة ويواجه الحياة وحيدا ومسئولا عن طفلين ويقابل أناسا جدد ويتعلم الكثير من دروس الحياة.